# Selene (U-Boot)
Die Selene (Kennung: P254) war ein U-Boot der britischen Royal Navy im Zweiten Weltkrieg und danach.

## Geschichte
Die Selene (altgriech. Mondgöttin, siehe Selene) war ein Boot des vierten Bauloses der britischen S-Klasse; dieses Baulos wird auch als Subtle-Klasse bezeichnet. Das Boot wurde am 16. April 1943 bei Cammell, Laird & Company im nordwestenglischen Birkenhead aufgelegt, lief am 24. April 1944 vom Stapel und wurde von der Royal Navy am 14. Juli 1944 in Dienst gestellt.
Am 19. März 1945 beschädigte die Selene (Kommandant: Lt. H.R.B. Newton) nordöstlich von Sumatra (Niederländisch-Indien) ein japanisches Segelschiff mit dem Deckgeschütz. Drei Tage später versenkte das Boot ebenfalls vor Sumatra drei weitere japanische Segelschiffe mit Bordartillerie. Am 25. Juni 1945 versenkte die Selene im Golf von Thailand zwei japanische Küstenmotorschiffe und ein Segelschiff.
Am 2. Juli wurde im Golf von Thailand ein Küstenmotorschiff versenkt und am 3. Juli 1945 im selben Seegebiet ein weiteres beschädigt.
Nach dem Krieg wurde die Selene von der Royal Navy weiter aktiv eingesetzt. Nach ihrem Dienstende wurde die Selene zum Abwracken verkauft. Sie traf am 6. Juni 1961 in Gateshead ein, wo sie anschließend abgebrochen wurde.